# Ranongga
Ranongga est une île faisant partie de la province occidentale des Salomon.
C'est une île de forme alongée, orientée nord-sud, de 28 km de long pour une superficie de 147 km2, son point culminant est à 869 m.
Elle a été découverte en 1787